# Juan Mackenna Astorga
Juan Eduardo Mackenna Astorga (Santiago, 17 de septiembre de 1846 - ib, 2 de noviembre de 1929) fue un abogado y político liberal chileno.

## Primeros años
Hijo de Félix Mackenna Vicuña y de Carmen Astorga Falcón.Contrajo matrimonio en 1871 con Margarita Eyzaguirre Echaurren con tuvo 5 hijos: Margarita, Juan, Luz, Eduardo y Rebeca. Es nieto del general Juan Mackenna O'Reilly
Educado en Humanidades en el Instituto Nacional y en el Colegio de San Luis. Ingresó a la Universidad de Chile, donde logró el grado de abogado el 2 de agosto de 1870. Su tesis versó sobre "El Estado del Poder Judicial en Chile". 

## Actividades públicas
- Secretario de Alberto Blest Gana, ministro plenipotenciario de Chile en Washington y Londres (1866-1869).
- Secretario de la Intendencia de Valparaíso (1870).
- Regidor Municipal de Santiago (1873-1875).
- Secretario de la Intendencia General del Ejército y Armada (1879-1881), durante el período de la Guerra del Pacífico.
- Diputado por Valparaíso y Casablanca por cuatro períodos consecutivos entre 1879 y 1891. En estos períodos fue miembro de diferentes comisiones permanentes, tales como: Educación y Beneficencia; Gobierno y Relaciones Exteriores; Guerra y Marina; y la de Constitución, Legislación y Justicia.
- Ministro de Relaciones Exteriores, Culto y Colonización (enero-agosto de 1890).
- Inversionista en propiedades mineras en Iquique (1890).
- Seguidor de José Manuel Balmaceda, debió salir al exilio, retornando al país en 1893, preocupándose de recuperar sus negocios y permaneciendo retirado de la política hasta 1906.
- Senador por Coquimbo (1906-1912). Figuró en la comisión permanente de Culto y Colonización, además de la comisión de Instrucción Pública.

### Labor legislativa

#### Diputado
Se preocupó principalmente de la administración de justicia, de la independencia de las funciones del Poder Judicial. Además fue el iniciador en la Cámara de las discusiones sobre seguridad pública y vio la necesidad de crear un cuerpo policial, para mejorar la labor de precaución de delitos y fortalecer la labor de tribunales.
Otro tema de preocupación fue el proteccionismo a la industria nacional. Las iniciativas de gobierno tendían siempre a fortalecer la inversión extranjera en Chile y la producción nacional pasaba a segundo plano, por lo cual estimuló la inversión interna por medio de leyes favorables a la industria nacional.
Figuró en las discusiones religiosas, siendo defensor de los cementerios comunes, la ley de matrimonio civil, y la separación de la Iglesia y el Estado.

#### Senador
Desde el Senado solo sostuvo una sola idea: "volver al sistema representativo de gobierno y que se respetasen las prerrogativas constitucionales del Presidente de la República", es decir terminar con el parlamentarismo y fortalecer el presidencialismo.